# I Would Love To
I Would Love To é uma canção de rock instrumental do guitarrista virtuoso estadunidense Steve Vai. Do gênero power ballad, ela foi escolhida como single de trabalho do álbum Passion and Warfare, lançado em Setembro de 1990, sendo a faixa n.9 deste álbum.

## Faixas do Single
A. I Would Love To - 3:40

B. Sisters - 4:07

### Créditos Musicais
- Steve Vai - Guitarra de sete cordas, Baixo elétrico
- Tris Imboden - Bateria (faixas 7, 9)
- David Rosenthal - Teclados

### Paradas Musicais
| Ano  | Canção          | Ranking         | Posição | Ref.  |
| ---- | --------------- | --------------- | ------- | ----- |
| 1990 | I Would Love To | Mainstream Rock | #38     | [ 1 ] |

## Videoclipe
Um videoclipe desta música foi lançado em 1990, e foi bastante executado na MTV na época.
No video, Steve Vai usa o mesmo sobretudo escuro do videoclipe de For The Love of God. A guitarra usada é uma Ibanez Jem Universe de 7 cordas pintada de rosa, amarelo, verde e preto em spin art. 
O videoclipe foi gravado em Burbank, Califórnia, em 1990, e foi lançado pela Sony Records no mesmo ano. O vídeo foi produzido por Vai e pelo estúdio High Insight, que também o dirigiu. O vídeo foi editado pela empresa "Propaganda".
Sobre este videoclipe, Steve Vai disse o seguinte:
Em Junho de 2021, o video foi relançado com uma qualidade de imagem melhorada

### Prêmios e indicações
| Ano  | Prêmio      | Indicação                | Resultado | Observação | Ref.  |
| ---- | ----------- | ------------------------ | --------- | ---------- | ----- |
| 1990 | Revista Raw | Best Selling Promo Video | Indicado  | 5o lugar   | [ 5 ] |